# Trouble cognitif
Un trouble cognitif désigne un trouble mental qui affecte la capacité de perception et de cognition, plus particulièrement et principalement la mémoire et la capacité de résolution de problèmes et à prendre des décisions (fonctions exécutives), ou encore la fluidité d’expression orale (ou fluence verbale). Malgré le fait que certains troubles mentaux comme le trouble anxieux, le trouble de l'humeur, et la psychose peuvent affecter les fonctions mémorielles et cognitives, le DSM-IV-TR ne les considère pas comme des troubles cognitifs, car la perte de la fonction cognitive n'en est pas le symptôme primaire.
Les causes varient entre les différents types de trouble, mais la plupart de ces causes incluent des lésions cérébrales,,. Les traitements dépendent de la manière dont les lésions ont été causées. Les médicaments et thérapies sont les principaux traitements ; cependant, pour quelques types de trouble comme certains types d'amnésie, le traitement peut considérablement diminuer les symptômes sans permettre une réelle guérison,.

## Classifications
Dans le Manuel diagnostique et statistique des troubles mentaux (DSM-IV-TR), qui détaille 250 troubles et leurs symptômes, les troubles cognitifs sont classifiés comme trouble psychologique d'axe I. Les trois principaux types de trouble cognitif marqués par le DSM-IV-TR sont le delirium, la démence et l'amnésie.

## Causes
Le délire peut être causé par l'abus de toutes sortes de substances toxiques et même de divers médicaments, du sevrage de tout produit qui provoque une dépendance, de troubles psychiques, psychologiques, une intense souffrance, la privation de sommeil, etc.. Pour la démence, les causes sont multiples : causes génétiques, traumatisme cérébral, accident vasculaire cérébral, et des problèmes cardiaques. Les principales causes sont la maladie d'Alzheimer, la maladie de Parkinson, et la maladie de Huntington car elles affectent et détériorent les fonctions cérébrales.
Des causes environnementales existent, avec par exemple très probablement (selon une expertise collective de l'Inserm publiée en 2021) l’exposition aux pesticide, et principalement aux organophosphorés, chez les agriculteurs, confirmée par, ou encore l'exposition chronique à la pollution de l'air qui affecte la mémoire, la fluidité d’expression orale (ou fluence verbale) et la capacité à prendre des décisions (ou fonctions exécutives).
L'amnésie peut être causée par : commotions, traumatismes cérébraux, trouble de stress post-traumatique, et alcoolo-dépendance. La plupart des problèmes sont causés par des lésions cérébrales de la mémoire comme l'hippocampe.

## Indicateur de déclin cognitif
Selon une étude, la lenteur du discours — plus que chercher ses mots — serait révélatrice d'un déclin cognitif,.